# Дусайка
Дусайка — река в России, в Муслюмовском районе Татарстана. Правый приток Калмии.

## Описание
Длина 12 км, площадь водосбора 38,3 км². Протекает на востоке района недалеко от границ республики.
Берёт начало в лесном массиве в 1,5 км к юго-западу от деревни Дусай. Течёт на северо-восток через упомянутую деревню, далее мимо деревни Андрюш и впадает в Калмию между деревнями Бакабизово и Суекеево на её правом берегу. На реке имеются два крупных пруда. Основной приток — Мугорян (пр).
По руслу на большом протяжении тянется полоса лесной растительности. У устья реку пересекает автодорога Муслюмово — Старое Байсарово (М-7).

## Характеристика
Река со смешанным питанием, преимущественно снеговым. Замерзает в начале ноября, половодье в конце марта — начале апреля. Средний расход воды в межень у устья — 0,03 м³/с.
Густота речной сети бассейна 0,45 км/км², лесистость 25 %. Годовой сток в бассейне 103 мм, из них 80 мм приходится на весеннее половодье. Общая минерализация от 500 мг/л в половодье до 1000 мг/л в межень.

## Данные водного реестра
По данным государственного водного реестра России, относится к Камскому бассейновому округу, водохозяйственный участок реки — Белая от города Бирск и до устья, речной подбассейн реки — Белая. Речной бассейн реки — Кама.
Код объекта в государственном водном реестре — 10010201612211100026753.